# Сибирский научно-исследовательский институт сельского хозяйства
Сибирский научно-исследовательский институт сельского хозяйства (СибНИИСХоз).
Полное название — Государственное научное учреждение Сибирский научно-исследовательский институт сельского хозяйства Сибирского отделения Российской академии сельскохозяйственных наук.
Располагается в Омске.

## История
Институт ведёт свою историю от опытного хутора Сибирского казачьего войска, основанного в 1828 году, первого в Сибири и одного из первых в России опытного хозяйства. Указ о создании Омского опытного хутора издал И. А. Вельяминов, генерал-губернатор Западной Сибири и почётный член Московского общества сельского хозяйства. Указом выделяется 20 десятин земли с различными почвами для опытов; цель создания — содействие распространению начал земледелия в поселениях линейного казачьего войска.
Активное участие в развитии опытного хозяйства принимал М. Г. Павлов.
В 1933 г. на базе Омского опытного хутора был создан Сибирский научно-исследовательский институт сельского хозяйства.
Одно из основных направлений деятельности института — селекция зерновых и кормовых культур.
Достижения в данной области — селекционерами института создано более ста сортов различных культур, которые характеризуются высоким генетическим потенциалом продуктивности, скороспелостью, устойчивостью к стрессам и способны давать продукцию хорошего качества.
В 1970 году при СибНИИСХозе создан Западно-Сибирский селекционный центр.
24 марта 1981 года опытное хозяйство Сибирского научно-исследовательского института сельского хозяйства (Омская область РСФСР) было награждено орденом Трудового Красного Знамени.
12 января 2018 года на базе ФГБНУ «СибНИИСХ» путем присоединения ФГБНУ «ВНИИБТЖ» и ФГБНУ «СибНИИП» создан ФГБНУ «Омский аграрный научный центр» в соответствии с приказом Федерального агентства научных организаций № 157 от 5 апреля 2017 г.
В соответствии с Указом Президента Российской Федерации от 15 мая 2018 года № 215 «О структуре федеральных органов исполнительной власти» и распоряжением Правительства РФ от 27 июня 2018 года № 1293-р Центр передан в ведение Министерства науки и высшего образования Российской Федерации.

## Лаборатории
- агрохимии
- генетики
- биохимии
- орошения
- земледелия
- зернобобовых
- картофеля
- многолетних трав
- однолетних трав
- семеноводства
- озимых культур
- кукурузы (до 1998 года, с 1999 г. филиал ВНИИ кукурузы)

## Директоры
- Хлебов Пётр Иванович — 19..
- Милащенко Николай Захарович — 1976 г.
- Домрачев Виктор Андрианович — c 1976 по 1999 г.
- Храмцов Иван Фёдорович — с 1999 г. по настоящее время[5].
- Чекусов Максим Сергеевич с 2020 года